# Ricardo Fuller
Ricardo Dwayne Fuller (Kingston, Jamaica, 31 de octubre de 1979) es un exfutbolista jamaicano que jugaba de delantero.

## Selección nacional
Fue internacional con la selección de fútbol de Jamaica en 77 partidos y anotó 10 goles.

### Participaciones internacionales
| Torneo                       | Sede           | Resultado        |
| ---------------------------- | -------------- | ---------------- |
| Copa Oro de la Concacaf 2005 | Estados Unidos | Cuartos de final |
| Copa Oro de la Concacaf 2009 | Estados Unidos | Primera fase     |

## Clubes
| Club                               | País       | Año       |
| ---------------------------------- | ---------- | --------- |
| Crystal Palace F. C.               | Inglaterra | 2001      |
| Tivoli Gardens F. C.               | Jamaica    | 2001-2002 |
| Heart of Midlothian F. C. (cedido) | Escocia    | 2001-2002 |
| Preston North End F. C.            | Inglaterra | 2002-2004 |
| Portsmouth F. C.                   | Inglaterra | 2004-2005 |
| Southampton F. C.                  | Inglaterra | 2005-2006 |
| Ipswich Town F. C. (cedido)        | Inglaterra | 2006      |
| Stoke City F. C.                   | Inglaterra | 2006-2012 |
| Charlton Athletic F. C.            | Inglaterra | 2012-2013 |
| Blackpool F. C.                    | Inglaterra | 2013-2014 |
| Millwall F. C.                     | Inglaterra | 2014-2015 |
| Oldham Athletic A. F. C.           | Inglaterra | 2015-2016 |
| Nantwich Town F. C.                | Inglaterra | 2019-2020 |
| Hanley Town F. C.                  | Inglaterra | 2020      |